# Quersifrón

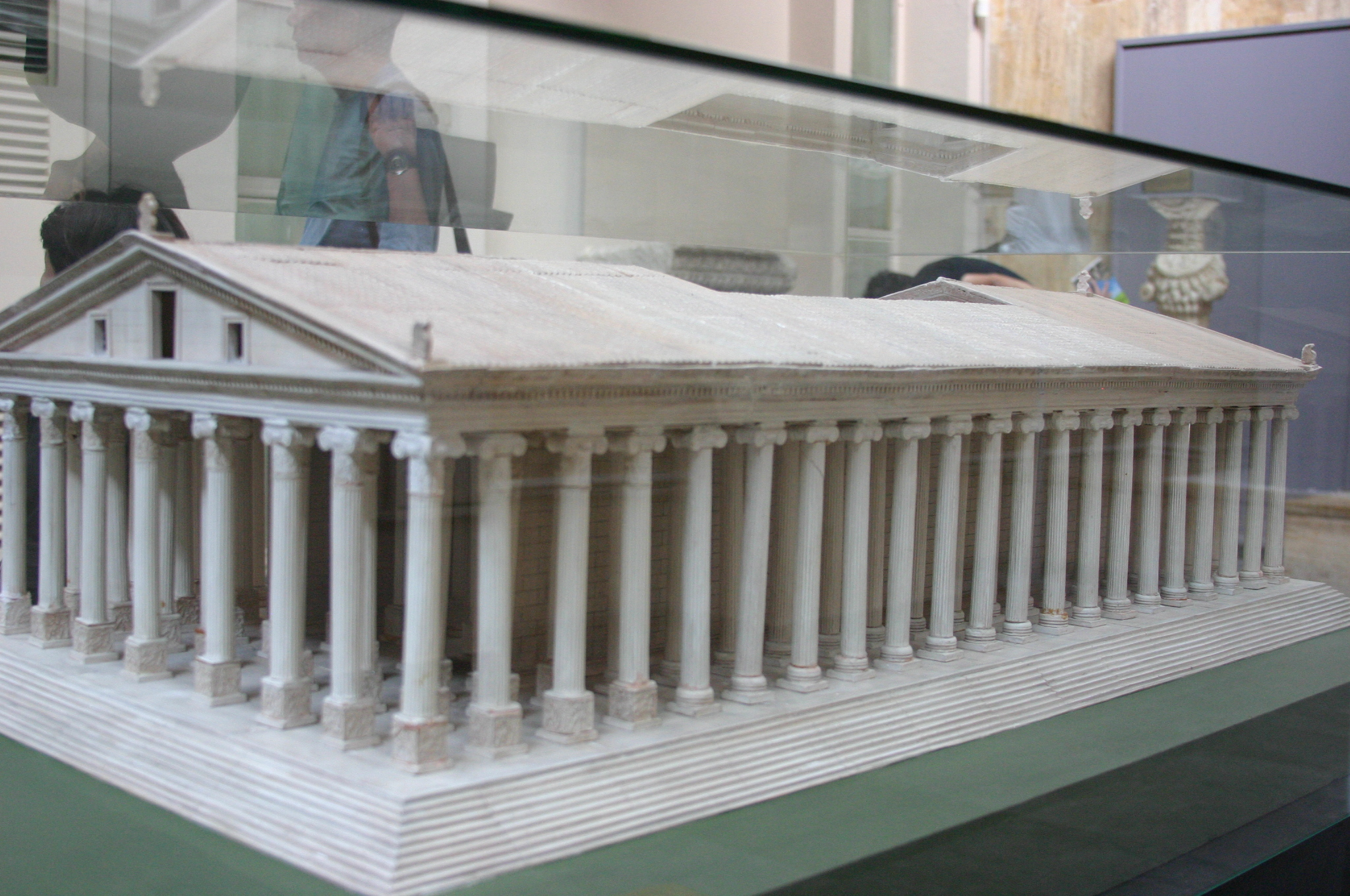
Maqueta del Artemisio en Éfeso.

Quersifrón o Quersifronte (en griego Χερσίφρων) (siglo VI a. C.), un arquitecto nativo de Cnoso (Creta), fue el primer constructor del Templo de Ártemis o Artemision, en Éfeso, en la costa de Jonia, junto con su hijo Metágenes. El templo se empezó en torno al año 600 a. C., fue destruido en torno al 550 a. C., reconstruido por los arquitectos  Demetrio y Peonio de Éfeso en torno al 380 a. C.,  incendiado por Heróstrato en el 356 a. C. y reconstruido de nuevo. El Artemision fue una de las Siete Maravillas del Mundo Antiguo en cada uno de sus tres estados.